# Марк Еваниър
Марк Стивън Еваниър (на английски: Mark Stephen Evanier) е американски автор на комикси, телевизионен сценарист, биограф и режисьор на озвучаване на анимации.
Работи като професионален писател от 1969 г. Еваниър е автор на комиксите Blackhawk, Hollywood Superstars, Groo the Wanderer (в съавторство със Серджо Арагонез), както и на десетки единични броеве за Gold Key Comics. Той е главен сценарист и режисьор на озвучаването на анимационните сериали „Гарфийлд и приятели“ (1988 – 1994) и „Шоуто на Гарфийлд“ (2008 – ). Той е автор на „Кърби: Кралят на комиксите“, биография за неговия ментор Джак Кърби, за която Еваниър е удостоен с награда „Айзнър“.